# Поскитт, Генри Джон
Генри Джон Поскитт (англ. Henry John Poskitt; 6 сентября 1888 — 19 февраля 1950) — английский прелат Римско-католической церкви, 4-й Епископ Лидса.

## Биография
Генри Поскитт родился в небольшой деревне Биркин на юго-востоке графства Норт-Йоркшир. Рукоположен в священники 15 июля 1917 года в возрасте 28 лет. Служил священником в епархии Лидса. 19 августа 1932 года (48 лет) назначен на должность епископа Лидса, где сменил Джозефа Ковгилла, который скончался незадолго до этого. Епископальная хиротония состоялась 21 сентября 1936 года. Церемонию вел архиепископ Ливерпуля Ричард Доуни, епископ Хексэма и Ньюкасла Джозеф Торман и епископ Ноттингема Джон Макналти.
Поскитт прослужил в должности епископа Лидса 13,5 лет, включая тяжелый период Второй мировой войны и восстановление после неё. Умер 19 февраля 1950 года (61 год), находясь в должности епископа Лидса. Похоронен в церкви Святого Эдварда в Клиффорде, небольшой деревне на севере графства Уэст-Йоркшир.